# 内野研二
内野 研二（うちの けんじ、1950年4月3日 - ）は、日系アメリカ人の工学者。ペンシルベニア州立大学特別教授や、アメリカ合衆国海軍省科学技術本部（ONR）アジア事務所副所長を務めた。

## 人物・経歴
東京都生まれ。広島県育ち。1969年東京都立日比谷高等学校卒業。1973年東京工業大学（のちの東京科学大学）理学部物理学科卒業。1975年同大学大学院理工学研究科電子物理工学専攻修了。1976年同大学工学部電子物理工学科助手。1978年ペンシルベニア州立大学材質研究所研究員。1981年東京工業大学工学博士。1985年上智大学理工学部物理学科助教授。1986年宇宙開発事業団スペースシャトル利用委員会委員。1991年ペンシルベニア州立大学工学部電気工学科教授。1992年ペンシルベニア州立大学国際アクチュエータ・トランスデューサ研究所所長。2004年マイクロメカトロニクス社上級副社長兼務。2008年セントフランシス大学大学院修了、MBA。2010年アメリカ合衆国海軍省科学技術本部（ONR）アジア事務所副所長。2018年ペンシルベニア州立大学シュライヤー名誉学部特別教授。2023年日本セラミックス協会日本セラミックス大賞受賞。

## 脚註
1. 1 2  強誘電体デバイス紀伊國屋書店
2. 1 2  「この人にきく」セラミックス49 2014 no10
3. ↑  内野研二「圧電素子によるマイクロメカニズム」『日本ロボット学会誌』第8巻第4号、日本ロボット学会、1990年、495-497頁、doi:10.7210/jrsj.8.4_495、ISSN 0289-1824。
4. 1 2  ⽇本セラミックス協会名誉会員推戴式および表彰式受賞者紹介資料⽇本セラミックス協会